# سیارک ۳۷۵۵
سیارک ۳۷۵۵ (به انگلیسی: 3755 Lecointe، نامگذاری:1950SJ) سه هزار و هفتصد و پنجاه و پنجمین سیارک کشف شده‌است که در ۱۹ سپتامبر ۱۹۵۰ کشف شد.
قدر مطلق سیارک برابر ۱۳٫۹۰ است.